# نيستور ليون مارشان
نيستور ليون مارشان (بالفرنسية: Nestor Léon Marchand) هو أخصائي فطريات وعالم نبات فرنسي، ولد في 13 أبريل 1833 في لونفيل في فرنسا، وتوفي في 16 أبريل 1911 في باريس في فرنسا.